# 約翰·麥克唐納
約翰·喬瑟夫·麥克唐納（英語：John Joseph McDonald，1974年9月24日—），為美國職棒大聯盟的內野手。他生涯曾效力過印地安人、藍鳥、老虎、響尾蛇、海盜、費城人、紅襪與天使等隊。麥克唐納最主要擔任游擊手，不過內野其餘位置也會守備。

## 職業生涯
2011年8月23日，麥克唐納被藍鳥交易到亞利桑那響尾蛇。
2011年12月3日，響尾蛇和麥克唐納簽下2年300萬美金的合約。

### 退休
2015年1月7日，麥克唐納宣布退休。

## 外部連結
- 球員資訊和成績在MLB ，ESPN ，Retrosheet ，Baseball Reference ，Baseball Reference (Minors) ，Fangraphs ，The Baseball Cube （英文）